# Kmara!
Kmara! (georgisch კმარა!, dt. Genug!) ist eine georgische Studenten- und Jugendorganisation. Sie organisierte eine politische Kampagne gegen die Regierung Eduard Schewardnadses und spielte eine Schlüsselrolle in der Rosenrevolution in Georgien 2003.
Vorläufer von Kmara! war die Georgische Studentenbewegung, eine Organisation politischer Studenten, die im Oktober und November 2001 Massendemonstrationen für den Erhalt der Pressefreiheit in Georgien organisiert hatten.
Kmara! wurde im April 2003 gegründet. Sie orientierte sich am Vorbild der serbischen Jugendbewegung Otpor!, die 2000 zur Ablösung des Regimes von Slobodan Milošević beigetragen hatte. Georgische Oppositionelle waren im Februar 2003 nach Belgrad geflogen und hatten sich mit Otpor!-Vertretern getroffen. Bald darauf trafen Otpor!-Aktivisten in Tiflis ein und schulten rund 800 georgische Studenten in dreitägigen Kursen im Freiheitsinstitut in der Organisation eines gewaltfreien politischen Wechsels.

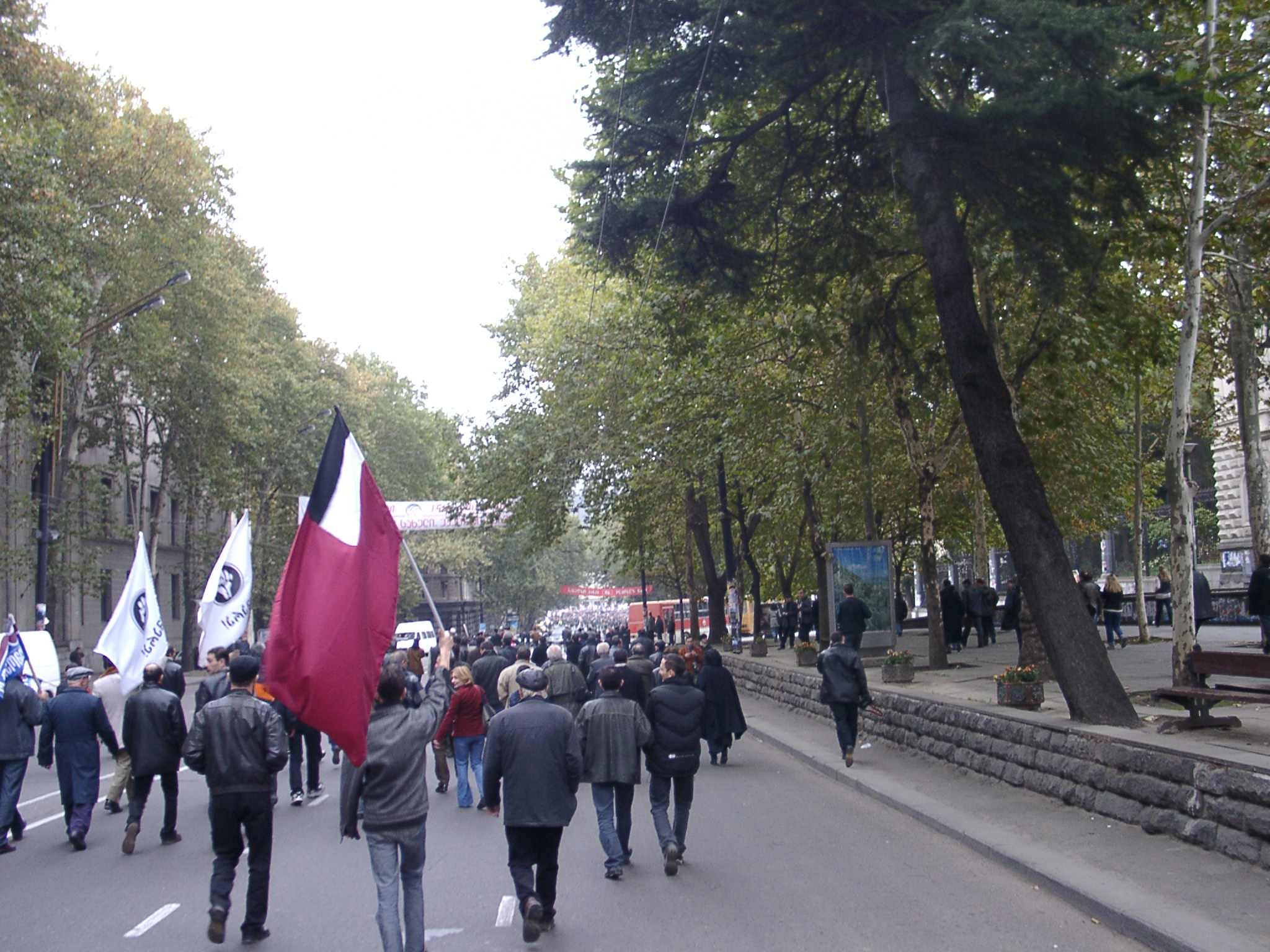
Anhänger von Kmara! während der Rosenrevolution, November 2003

Die Regierung Schewardnadse erkannte die Gefahr für den eigenen Machterhalt und versuchte Kmara! einzuschüchtern. Im Oktober 2003 wurden Demonstration von Kmara! in Tiflis und Poti von der Polizei gewaltsam aufgelöst. Studenten, die Kmara!-Flugblätter verteilten, wurden von Mitgliedern des regierungsnahen Wahlbündnisses verprügelt, das Kmara-Büro in Tiflis bei einem Überfall verwüstet.
Während der samtenen Revolution in Georgien war Kmara! der Hauptorganisator des Straßenprotestes. Ihre Mitglieder sorgten dafür, dass die Protestaktionen auch in Ermüdungsphasen nicht einschliefen.
Einzelne Kmara!-Aktivisten übernahmen nach dem Machtwechsel in Georgien wichtige politische Funktionen. Zu ihnen gehören der gegenwärtige Bürgermeister von Tiflis Giorgi Ugulawa und der einflussreiche Abgeordnete Giga Bokeria, der 2003 zu den Inspiratoren von Kmara! zählte.
Kmara war auch an den Straßenprotesten für die Ablösung des adscharischen Machthabers Aslan Abaschidse im Frühjahr 2004 und an der Vorbereitung der Orangen Revolution im Herbst desselben Jahres in Kiew beteiligt. Im September 2005 wurden zwei Kmara-Mitglieder von der Polizei in Minsk zeitweise inhaftiert, weil sie sich an der Organisation von Protesten gegen den belarussischen Präsidenten Aljaksandr Lukaschenka beteiligt hatten.